# Bernabé Barragán Maestre
Bernabé Barragán Maestre (Los Palacios y Villafranca, provincia de Sevilla, 18 de febrero de 1993), conocido en los medios deportivos como "Bernabé", es un futbolista español que juega de guardameta en el Athens Kallithea F. C. de la Superliga de Grecia.

## Trayectoria

### Real Betis Balompié
Comenzó la temporada 2006-07 siendo infantil de segundo año. Durante su crecimiento como canterano del Real Betis Balompiés, también defendió la portería de la selección Sevillana de fútbol y de la selección Andaluza, en las categorías infantil, cadete y juvenil. Consiguiendo distintos campeonatos  de liga con su equipo y torneos con sus selecciones.
Fue subiendo escalafones hasta llegar al Betis Deportivo en el año 2010, en el que permaneció tres temporadas.

### Atlético de Madrid
En la temporada 2013-14 firmó con el Atlético de Madrid B, donde jugaría durante 4 temporadas.
En la temporada 2014-15 se consolidó como portero titular del filial colchonero. Durante la misma temporada, comenzó a entrenar con el primer equipo, siendo el tercer portero del club, por detrás de Miguel Ángel Moyá y Jan Oblak. Alternó durante más de dos temporadas la dinámica diaria del primer equipo como un miembro más de la plantilla y compitiendo cada fin de semana con el filial colchonero. Entró en distintas convocatorias con el primer equipo en partidos de liga y también de Liga de Campeones de la UEFA.
Siendo tercer portero del Atlético de Madrid, en la temporada 2015-16, llegó a la final de Liga de Campeones de la UEFA con su equipo, final que tuvo como rival al Real Madrid C. F. y que perdió el equipo colchonero en los penaltis, siendo así subcampeón de la competición.
Con el primer equipo no llegó a debutar en partido oficial, pero sí disputó varios amistosos, como contra el Melbourne Victory F. C. o contra el Cádiz C. F.

### Nástic de Tarragona
En julio de 2017, tras finalizar contrato con el Atlético de Madrid, firmó por el Club Gimnàstic de Tarragona, siendo el séptimo fichaje para el club catalán y suponiendo su debut en la temporada 2017-18 en la Segunda División de España, firmando un contrato por tres temporadas.
Debutó oficialmente con el club el 7 de agosto de 2017 contra el Club Deportivo Tenerife, dejando buenas sensaciones en el terreno de juego, pero solo tuvo opción a disputar 2 partidos durante la temporada, debido a la buena campaña del macedonio Stole Dimitrievski.
En la temporada 2018-19 tuvo una dura competencia con uno de los porteros con más nombre de la categoría de plata, Isaac Becerra. Consiguió hacerse con la portería de Tarragona y disputar 24 encuentros en el tramo más importante para el conjunto grana que luchaba por la permanencia, y del cual destacó por sus grandes cualidades como portero. Pero finalmente el club tarraconense perdió la categoría en una temporada aciaga para el conjunto grana.
En la campaña 2019-20 fue uno de los pilares del Nàstic en su intento de volver a la categoría de plata. A final de temporada comunicó que no seguiría en el club catalán.

### Albacete Balompié
El 15 de agosto de 2020 se hizo oficial su fichaje por el Albacete Balompié de la Segunda División de España por 2 temporadas. El 11 de junio de 2022, ascendió con el equipo castellano manchego, a la segunda división, siendo el capitán del club.

## Clubes
Actualizado al último partido jugado el 25 de febrero de 2024.
| Club                        | País   | Año       | Partidos | Goles encajados |
| --------------------------- | ------ | --------- | -------- | --------------- |
| Real Betis "B"              | España | 2011-2013 | 11       | 23              |
| Atlético de Madrid "B"      | España | 2013-2017 | 17       | 23              |
| Club Gimnàstic de Tarragona | España | 2017-2020 | 55       | 76              |
| Albacete Balompié           | España | 2020-2024 | 89       | 98              |
| Athens Kallithea F. C.      | Grecia | 2024-     |          |                 |